# کاینره
کاینره (به هلندی: Kuinre) یک منطقهٔ مسکونی در هلند است که در استین‌ویکرلاند واقع شده‌است.